# 里夫斯海崖
79°36′S 158°40′E / 79.600°S 158.667°E
里夫斯海崖（英語：Reeves Bluffs）是南極洲的海崖，位於奧次地，處於默里角以西28公里，屬於庫克山脈的一部分，長15公里，由英國探險隊發現，美國地質調查局根據測量和該國海軍的空中照片繪入地圖，現時由南極條約體系管理。